# Yekaterina Kóneva
Yekaterina Kóneva (Jabárovsk, Rusia, 25 de septiembre de 1988) es una atleta rusa, especialista en la prueba de triple salto, con la que llegó a ser subcampeona mundial en 2013.

## Carrera deportiva
En el Mundial de Moscú 2013 gana la medalla de plata en triple salto, quedando en el podio tras la colombiana Caterine Ibargüen (oro) y por delante de la ucraniana Olha Saladuha.
Al año siguiente, en el Campeonato Europeo de Atletismo de Zúrich 2014 volvió a ganar la medalla de plata en la misma prueba, con un salto de 14.69 m, tras la ucraniana Olha Saladuha y por delante de la también rusa Irina Gumenyuk (bronce con 14.46 metros).